# Радуга (парк)
«Радуга» — парк в районе Вешняки Восточного административного округа Москвы. Вдоль парка проходят улицы Вешняковская и Юности, а его северная сторона граничит с аллеей Жемчуговой. С 2014 года входит в состав Перовского парка культуры и отдыха. Площадь — 20,2 гектара.

## История
Название парк «Радуга» получил по расположению на его территории каскада прудов в форме дуги, что хорошо видно с большой высоты. Большой и Малый Графские пруды площадью 5,4 и 1,1 гектара соответственно разделены плотиной-мостом. Большой Графский пруд появился в 1750 году. Подпитка прудов осуществляется за счет грунтовых и поверхностных вод, искусственная же подпитка отсутствует.
На территории парка имеются многочисленные пешеходные и велосипедные дорожки, также есть беговая дорожка со специальным покрытием. Зимой обустраивается лыжная трасса. В парке «Радуга» можно увидеть газоны, аллеи, множество хвойных и лиственничных деревьев. Для посетителей особую привлекательность имеет большое количество детских игровых площадок, футбольное поле с профессиональным искусственным покрытием, теннисные корты, беседки, зоны тихого отдыха и эстрадная площадка. Также для гостей парка работает пункт проката спортивного инвентаря.
23 апреля 2011 года в ходе городского субботника в парке было высажено более 200 деревьев, елей и берёз.